# کلاپ هانز
کلاپ هانز (انگلیسی: Clap Hanz) شرکت بازی ویدئویی ژاپنی است، که در سال ۱۹۹۸ تأسیس شد.